# 草刈志摩
草刈 志摩（くさかり しま、生年不詳 - 1600年）は最上義光の家臣。

## 概略
最上義光の家臣。生年は不明。諱は虎正。『奥羽永慶軍記』などによると、慶長5年（1600年）に関ヶ原の合戦に付随して起きた慶長出羽合戦の際に、義光から300騎ほどの兵を与えられて上山城への加勢を命じられた。9月17日に米沢城より中山口を経て上山城めざして北上してきた本村親盛を大将とする上杉景勝の軍勢を、上山城主里見民部と協働して迎え討ち、伏兵となって敵を撃破して従兵が本村親盛を打ち取った。しかし、追撃中に広河原で上杉方の鉄砲隊による待ち伏せに遭い、狙撃されて戦死した。